# Exallonyx wasmanni
Exallonyx wasmanni är en stekelart som beskrevs av Jean-Jacques Kieffer 1904. Exallonyx wasmanni ingår i släktet Exallonyx, och familjen svartsteklar. Arten är reproducerande i Sverige.